# Preben Vildalen
Preben Vildalen (* 6. Juni 1972 in Kristiansand/Norwegen) ist ein norwegischer Handballspieler.
Vildalen, der für den norwegischen Verein Øyestad IF Arendal spielt und früher für die norwegische Männer-Handballnationalmannschaft auflief, kann im Rückraum vielseitig eingesetzt werden.
Preben Vildalen begann bei Våg Vipers in seiner Heimatstadt mit dem Handballspiel. Später kam er über Søgne HK zu Kristiansands IF, wo er in der ersten norwegischen Liga debütierte. 1997 wechselte er zum Spitzenclub Sandefjord TIF, mit dem er 1999 die norwegische Meisterschaft gewann. Im Januar 2000 erhielt Vildalen dann ein Angebot aus der deutschen Handball-Bundesliga, vom ThSV Eisenach, das er wahrnahm. Mit den Thüringern schafft er dreimal den Klassenerhalt, 2003 allerdings geriet er wegen einer Vertragsverlängerung in Streit mit seinem Verein, woraufhin er zum SV Post Schwerin in die 2. Handball-Bundesliga wechselte. In der folgenden Saison stieg er mit Schwerin in die erste Liga auf, 2005 aber auch gleich wieder ab. Daraufhin kehrte er zu seinem alten Verein Sandefjord zurück, wo er 2006 noch einmal die norwegische Meisterschaft gewann. 2007 wechselte er ein letztes Mal und schloss sich Øyestad IF Arendal an.
Preben Vildalen hat in seiner Karriere 201 Länderspiele für die norwegische Männer-Handballnationalmannschaft bestritten. Sein größter Erfolg mit Norwegen war der 7. Platz bei der Handball-Weltmeisterschaft der Herren 2005. Mit Norwegen nahm er u. a. auch an der Handball-Europameisterschaft 2006 sowie der Handball-Weltmeisterschaft der Herren 2007 in Deutschland teil, schied aber beide Male bereits nach der Vorrunde aus und belegte bei letzterer am Ende den 13. Platz. 2007 beendete er seine Länderspielkarriere.